# Chizé
Chizé és un municipi francès situat al departament de Deux-Sèvres i a la regió de la Nova Aquitània. L'any 2007 tenia 943 habitants.

## Demografia

### Població
El 2007 la població de fet de Chizé era de 943 persones. Hi havia 350 famílies de les quals 111 eren unipersonals (41 homes vivint sols i 70 dones vivint soles), 119 parelles sense fills, 99 parelles amb fills i 21 famílies monoparentals amb fills.
La població ha evolucionat segons el següent gràfic:
Habitants censats

### Habitatges
El 2007 hi havia 440 habitatges, 361 eren l'habitatge principal de la família, 41 eren segones residències i 38 estaven desocupats. 409 eren cases i 24 eren apartaments. Dels 361 habitatges principals, 236 estaven ocupats pels seus propietaris, 119 estaven llogats i ocupats pels llogaters i 6 estaven cedits a títol gratuït; 7 tenien una cambra, 16 en tenien dues, 55 en tenien tres, 87 en tenien quatre i 195 en tenien cinc o més. 265 habitatges disposaven pel capbaix d'una plaça de pàrquing. A 161 habitatges hi havia un automòbil i a 165 n'hi havia dos o més.

### Piràmide de població
La piràmide de població per edats i sexe el 2009 era:
| Homes | Edats   | Dones |
| ----- | ------- | ----- |
| 0     | 95 o +  | 16    |
| 4     | 90 a 94 | 20    |
| 0     | 85 a 89 | 24    |
| 12    | 80 a 84 | 4     |
| 24    | 75 a 79 | 44    |
| 28    | 70 a 74 | 12    |
| 28    | 65 a 69 | 52    |
| 20    | 60 a 64 | 16    |
| 16    | 55 a 59 | 24    |
| 32    | 50 a 54 | 16    |
| 56    | 45 a 49 | 32    |
| 16    | 40 a 44 | 28    |
| 28    | 35 a 39 | 24    |
| 20    | 30 a 34 | 28    |
| 28    | 25 a 29 | 36    |
| 16    | 20 a 24 | 8     |
| 8     | 15 a 19 | 36    |
| 24    | 10 a 14 | 8     |
| 24    | 5 a 9   | 16    |
| 16    | 0 a 4   | 36    |

## Economia
El 2007 la població en edat de treballar era de 534 persones, 374 eren actives i 160 eren inactives. De les 374 persones actives 329 estaven ocupades (174 homes i 155 dones) i 46 estaven aturades (25 homes i 21 dones). De les 160 persones inactives 61 estaven jubilades, 31 estaven estudiant i 68 estaven classificades com a «altres inactius».

### Ingressos
El 2009 a Chizé hi havia 343 unitats fiscals que integraven 807 persones, la mediana anual d'ingressos fiscals per persona era de 15.617 €.

### Activitats econòmiques
Dels 39 establiments que hi havia el 2007, 1 era d'una empresa alimentària, 1 d'una empresa de fabricació de material elèctric, 2 d'empreses de fabricació d'altres productes industrials, 7 d'empreses de construcció, 6 d'empreses de comerç i reparació d'automòbils, 1 d'una empresa d'hostatgeria i restauració, 1 d'una empresa d'informació i comunicació, 1 d'una empresa financera, 1 d'una empresa immobiliària, 6 d'empreses de serveis, 10 d'entitats de l'administració pública i 2 d'empreses classificades com a «altres activitats de serveis».
Dels 12 establiments de servei als particulars que hi havia el 2009, 1 era una oficina bancària, 1 taller de reparació d'automòbils i de material agrícola, 2 paletes, 2 guixaires pintors, 1 fusteria, 1 lampisteria, 1 electricista, 2 perruqueries i 1 restaurant.
Dels 3 establiments comercials que hi havia el 2009, 1 era una fleca, 1 una carnisseria i 1 una llibreria.
L'any 2000 a Chizé hi havia 16 explotacions agrícoles que ocupaven un total de 552 hectàrees.

## Equipaments sanitaris i escolars
L'únic equipament sanitari que hi havia el 2009 era una farmàcia.
El 2009 hi havia 1 escola maternal i 1 escola elemental.

## Poblacions més properes
El següent diagrama mostra les poblacions més properes.